# Klin Kasalong
Klin Kasalong (tailandés: กลิ่นกาสะลอง, inglés: The Scent of Memory), es una serie de televisión tailandesa transmitida del 10 de junio del 2019 hasta el 29 de julio del 2019, por medio de la cadena Channel 3.

## Sinopsis
Primera vida: Kasalong y Songpeep son dos hermanas gemelas. 
Kasalong, la más grande, fue criada por su madre y es una joven atractiva, dulce, sencilla y gentil, que es buena para el baile y educada, por lo que la comparan con el oro. Mientras que su hermana menor, Songpeep, quien fue criada por su padre, es una joven cruel, grosera y egoísta como él, a quien le gusta inventar historias, vestirse bien y seducir a cualquier hombre, para que luego peleen por ella. Siempre está celosa de Kasalong y cree que su madre la ama más que a ella, por lo que constantemente hace lo que sea para lastimarla y por eso la gente la compara con el popó.
Sin embargo la vida de ambas acaba trágicamente cuando Kasalong muere de desnutrición luego de ser secuestrada y Songpeep muere con su ira luego de quedar atrapada durante un incendio.
Segunda vida: Songpeep renace como Pimpisa, una joven segura de sí misma y la hija de una doctora adinerada. Su estado de humor varía dependiendo de si se encuentra de buen o mal humor, y le gusta que la llamen "Prompee". A pesar de ser obstinada, ama a su prometido, aunque no entiende por qué el pone excusas para no casarse con ella. 
Cuando se encuentra con el espíritu de Kasalong, está la lleva al pasado para que recuerda su vida anterior. Kasalong lleva el espíritu de Pimpisa a su cuerpo, para hacerle saber todos los maltratos por los que tuvo que pasar hasta su muerte, y también le hace saber que su madre la ama.
Tercera vida: Kasalong renace como Pimmada, la hija de Pimpisa, es una mujer recién graduada, inteligente, fresca y casual. Trata a las personas con respeto, pero trata mal a las personas que son malas con ella. Tampoco acepta el amor de nadie, como si fuera que estuviera esperando a alguien.

## Reparto

### Personajes principales
| Actor             | Personaje                                  | N.º de episodios | Notas |
| ----------------- | ------------------------------------------ | ---------------- | --- |
| Urassaya Sperbund | Kasalong Songpeep Pimpisa "Primpy" Pimmada | 15               | Kasalong: es la hermana gemela de Songpeep, es una joven dulce, amable, atractiva y habilidosa, que no entiende porqué su padre y su hermana la odian. Songpeep: es la hermana menor de Kasalong. es una mujer grosera, maleducada, egoísta y mala, que hace lo necesario para obtener lo que quiere y está dispuesta a lastimar a Kasalong, de quien está celosa. Pimpisa: es una mujer segura de sí misma y la hija de una doctora adinerada, cuyo estado de humor varía dependiendo de su ánimo. Es la reencarnación de Songpeep. Pimmada: es la inteligente, fresca, atractiva y casual hija de Pimpisa. Una joven que no deja que nadie la maltrate y que no acepta el amor de nadie. Es la reencarnación de Kasalong. |
| James Ma          | Thanakrit Sup Prasawin                     | 15               | Thanakrit: Sup: Prasawin: |

### Personajes secundarios
| Actor                     | Personaje               | N.º de episodios | Notas                     |
| ------------------------- | ----------------------- | ---------------- | ------------------------- |
| Pop Thagoon Karnthip      | Manfah Dr. Pakpoom      | -                | Manfah: Pakpoom:          |
| Fai Nuntanutch Losuwan    | Wijitra Mei             | -                | Wijitra: Mei:             |
| Warit Tipgomu             | Noijan                  | -                |                           |
| Tai Penpak Sirikul        | Pudkaew Thongbai        | -                | Pudkaew: Thongbai:        |
| Pisamai Wilaisak          | Abuela Buakiang         | -                | Manfah: Pakpoom:          |
| Pu Montree Jenuksorn      | Sunthorn Nai Kwaen Mang | -                | Sunthorn: Nai Kwaen Mang: |
| Koi Sirinuch Petchurai    | -                       | -                |                           |
| Care Chattarika Sittiprom | -                       | -                |                           |
| Witaya Jethapai           | Intha                   | -                |                           |
| Kai Supranee Jayrinpon    | Panjit                  | -                |                           |

## Episodios
La serie está conformada por 11 episodios, los cuales son transmitidos todos los lunes y martes a las 20:20.

## Producción
La serie fue dirigida por San Srikaeolo (สันต์ ศรีแก้วหล่อ), quien contó con el apoyo de la guionista Pranpramoon y con el productor Mam Thitima Sangkhapitak.
Contó con el apoyo de la compañía de producción "Feel Good".
En junio los actores principales y los miembros de la producción asistieron a una ceremonia de inauguración para pedir por el éxito del drama “Klin Kasalong” y para agradecer el apoyo.

### Popularidad
A su estreno la actriz Urassaya Sperbund ha recibido críticas positivas por interpretar a los cuatro personajes de forma diferentes.